# Trichonta sergioi
Trichonta sergioi är en tvåvingeart som beskrevs av Duret 1979. Trichonta sergioi ingår i släktet Trichonta och familjen svampmyggor. Inga underarter finns listade i Catalogue of Life.